# Lanvéoc
Lanvéoc (bret. Lañveog) – miejscowość i gmina we Francji, w regionie Bretania, w departamencie Finistère.
Według danych na rok 1990 gminę zamieszkiwało 1857 osób, a gęstość zaludnienia wynosiła 97 osób/km² (wśród 1269 gmin Bretanii Lanvéoc plasuje się na 338. miejscu pod względem liczby ludności, natomiast pod względem powierzchni na miejscu 521.).